# اولاف رای
اولاف رای (انگلیسی: Olaf Rye; ۱۶ نوامبر ۱۷۹۱ – ۶ ژوئیهٔ ۱۸۴۹) پرسنل نظامی اهل نروژ بود.